# Gahnia
Gahnia es un género de plantas herbáceas  perteneciente a la familia Cyperaceae que se encuentran en Australia y gran número de islas del Pacífico.  Su nombre común proviene de sus márgenes dentados.      Comprende 92 especies descritas y de estas, solo 40 aceptadas.

## Taxonomía
El género fue descrito por J.R. & G.Forst y publicado en Characteres Generum Plantarum 26. 1775. La especie tipo es: Gahnia procera J.R. Forst. & G. Forst. 

## Especies seleccionadas
- Gahnia aspera[5]
- Gahnia beecheyi[5]
- Gahnia gahniiformis -- Gaudichaud[5]
- Gahnia lanaiensis
- Gahnia vitiensis
- Gahnia filum[6]